# Canoa/kayak ai Giochi della XI Olimpiade - C2 1000 metri
La competizione del C2 1000 metri di Canoa/kayak ai Giochi della XI Olimpiade si è disputata il giorno 8 agosto 1936 al bacino di Grünau, Berlino.

## Risultati
Si disputò direttamente la finale.
| Pos.    | Nazione        | Atleti                             | Tempo  |
| ------- | -------------- | ---------------------------------- | ------ |
| Oro     | Cecoslovacchia | Vladimír Syrovátka Jan Brzák-Felix | 4'50"1 |
| Argento | Austria        | Rupert Weinstabl Karl Proisl       | 4'53"8 |
| Bronzo  | Canada         | Warren Saker Harvey Charters       | 4'56"7 |
| 4       | Germania       | Hans Wedemann Heinrich Sack        | 5'00"2 |
| 5       | Stati Uniti    | Clarence McNutt Robert Graf        | 5'14"0 |